# Loma (langue)
Pour les articles homonymes, voir Loma.
Le loma, aussi appelé loghoma ou toma, est une langue d'Afrique de l'Ouest, surtout parlée dans le nord-ouest du Libéria et au sud-est de la Guinée
Elle appartient au groupe des langues mandées.
Elle est parlée par les Loma ou Toma. En 1991 on dénombrait 141 800 locuteurs.
Le loma fait partie des quelques langues nigéro-congolaises qui, comme le kpelle, ont utilisé un syllabaire.

## Écriture
En Guinée, l’alphabet loma a été redéfini dans le nouvel alphabet des langues guinéennes l’ordonnance no 19/PRG/SGG du 10 mars 1989, remplaçant l’alphabet nation guinéen de 1976.
| a | e | ɛ | ǝ | i | o | ɔ | u |

| aa | ee | ɛɛ | ii | oo | ɔɔ | uu |

| an | en | ɛn | in | on | ɔn | un |

| b | d | f | g | k | m | n | p | t | s | v | w | y | z | ɲ | ɗ | ɠ | ʋ | ŋ | j | ɓ |

| gb | gw | kp | kw | nw |

## Personnalités liées
- Les Zawagui, groupe de musiciennes guinéen d'expression toma.